# 2467 Kollontai
2467 Kollontai eller 1966 PJ är en asteroid i huvudbältet som upptäcktes den 14 augusti 1966 av den ryska astronomen Ljudmjla Tjernych vid Krims astrofysiska observatorium på Krim. Den har fått sitt namn efter Aleksandra Kollontaj.
Asteroiden har en diameter på ungefär 8 kilometer.